# Shelar
Shelar es una  ciudad censal situada en el distrito de Thane en el estado de Maharashtra (India). Su población es de 14899 habitantes (2011). Se encuentra a 14 km de Thane y a 52 km de Bombay, de cuya área metropolitana forma parte.

## Demografía
Según el censo de 2011 la población de Shelar era de 14899 habitantes, de los cuales 9183 eran hombres y 5716 eran mujeres. Shelar tiene una tasa media de alfabetización del 80,45%, inferior a la media estatal del 82,34%: la alfabetización masculina es del 85,46%, y la alfabetización femenina del 72,34%.